# Huta Dolna (województwo pomorskie)
Huta Dolna (kaszb. Dolnô Hëta) – wieś w Polsce położona w województwie pomorskim, w powiecie gdańskim, w gminie Przywidz na turystycznym szlaku Wzgórz Szymbarskich. Wieś jest siedzibą sołectwa Huta Dolna w którego skład wchodzi również wieś Huta Górna.
W latach 1975–1998 miejscowość administracyjnie należała do województwa gdańskiego.
Przez miejscowość przepływa niewielka rzeka Reknica, dopływ Raduni.